# Francova Lhota
Francova Lhota (in tedesco Franzenschlag) è un comune della Repubblica Ceca facente parte del distretto di Vsetín, nella regione di Zlín.